# A magyar labdarúgó-válogatott mérkőzései 2024-ben
Ez a magyar labdarúgó-válogatott 2024-es mérkőzéseiről szóló cikk. A válogatott a 2024-es Európa-bajnokságon az A csoportban szerepelt. Az Eb előtt négy felkészülési mérkőzés volt, kettő március végén, kettő június elején. Az Eb-n a válogatott a csoportjában a harmadik helyen végzett, de a legjobb négy harmadik közé nem került be, így a csoportkör után kiesett. Szeptembertől novemberig a 2024–2025-ös UEFA Nemzetek Ligájában hat mérkőzés volt.

## Eredmények
Győzelem
      Döntetlen
      Vereség
Az időpontok magyar idő szerint, zárójelben helyi idő szerint értendők.
987. mérkőzés – felkészülési mérkőzés
| 2024. március 22., péntek 20:45 |

| Magyarország                                              | 1–0                         | Törökország |
| --------------------------------------------------------- | --------------------------- | ----------- |
| Szoboszlai 48' (11-esből) Nagy Zs. 87' Kleinheisler 90+5' | (0–0) Jegyzőkönyv Részletek | 57' Akaydin |

| Puskás Aréna, Budapest Nézőszám: 58 000 Játékvezető: Bartosz Frankowski (lengyel) |

988. mérkőzés – felkészülési mérkőzés
| 2024. március 26., kedd 19:00 |

| Magyarország                | 2–0                         | Koszovó                                                              |
| --------------------------- | --------------------------- | -------------------------------------------------------------------- |
| Szoboszlai 58' Nagy Zs. 86' | (0–0) Jegyzőkönyv Részletek | 74' Am. Rrahmani 79' Aliti 82' Berisha 87' Hadergjonaj 90+1' Vojvoda |

| Puskás Aréna, Budapest Nézőszám: 56 000 Játékvezető: Ovidiu Hațegan (román) |

989. mérkőzés – felkészülési mérkőzés
| 2024. június 4., kedd 20:45 (19:45 UTC+1) |

| Írország               | 2–1                         | Magyarország |
| ---------------------- | --------------------------- | ------------ |
| Idah 36' Parrott 90+2' | (1–1) Jegyzőkönyv Részletek | Lang 40'     |

| Aviva Stadion, Dublin Nézőszám: 29 424 Játékvezető: Luís Godinho (portugál) |

990. mérkőzés – felkészülési mérkőzés
| 2024. június 8., szombat 18:00 |

| Magyarország             | 3–0                         | Izrael |
| ------------------------ | --------------------------- | ------ |
| Sallai 11' Varga 19' 22' | (3–0) Jegyzőkönyv Részletek |        |

| Nagyerdei stadion, Debrecen Nézőszám: 19 900 Játékvezető: Cláudio Pereira (portugál) |

991. mérkőzés – 2024-es labdarúgó-Európa-bajnokság
| 2024. június 15., szombat 15:00 |

| Magyarország | 1–3                         | Svájc                               |
| ------------ | --------------------------- | ----------------------------------- |
| Varga 66'    | (0–2) Jegyzőkönyv Részletek | Duah 12' Aebischer 45' Embolo 90+3' |

| RheinEnergieStadion, Köln Nézőszám: 41 676 Játékvezető: Slavko Vinčić (szlovén) |

992. mérkőzés – 2024-es labdarúgó-Európa-bajnokság
| 2024. június 19., szerda 18:00 |

| Németország              | 2–0                         | Magyarország |
| ------------------------ | --------------------------- | ------------ |
| Musiala 22' Gündoğan 67' | (1–0) Jegyzőkönyv Részletek |              |

| MHPArena, Stuttgart Nézőszám: 54 000 Játékvezető: Danny Makkelie (holland) |

993. mérkőzés – 2024-es labdarúgó-Európa-bajnokság
| 2024. június 23., vasárnap 21:00 |

| Skócia | 0–1                         | Magyarország   |
| ------ | --------------------------- | -------------- |
|        | (0–0) Jegyzőkönyv Részletek | Csoboth 90+10' |

| MHPArena, Stuttgart Nézőszám: 54 000 Játékvezető: Facundo Tello (argentin) |

994. mérkőzés – 2024–2025-ös UEFA Nemzetek Ligája
| 2024. szeptember 7., szombat 20:45 |

| Németország                                                            | 5–0                         | Magyarország |
| ---------------------------------------------------------------------- | --------------------------- | ------------ |
| Füllkrug 27' Musiala 58' Wirtz 66' Pavlović 77' Havertz 81' (11-esből) | (1–0) Jegyzőkönyv Részletek |              |

| Merkur Spiel-Arena, Düsseldorf Nézőszám: 49 235 Játékvezető: Clément Turpin (francia) |

995. mérkőzés – 2024–2025-ös UEFA Nemzetek Ligája
| 2024. szeptember 10., kedd 20:45 |

| Magyarország | 0–0                   | Bosznia-Hercegovina |
| ------------ | --------------------- | ------------------- |
|              | Jegyzőkönyv Részletek |                     |

| Puskás Aréna, Budapest Nézőszám: 46 443 Játékvezető: Marco Guida (olasz) |

996. mérkőzés – 2024–2025-ös UEFA Nemzetek Ligája
| 2024. október 11., péntek 20:45 |

| Magyarország | 1–1                         | Hollandia    |
| ------------ | --------------------------- | ------------ |
| Sallai 32'   | (1–0) Jegyzőkönyv Részletek | Dumfries 83' |

| Puskás Aréna, Budapest Nézőszám: 55 300 Játékvezető: Lukas Fähndrich (svájci) |

997. mérkőzés – 2024–2025-ös UEFA Nemzetek Ligája
| 2024. október 14., hétfő 20:45 |

| Bosznia-Hercegovina | 0–2                         | Magyarország                  |
| ------------------- | --------------------------- | ----------------------------- |
|                     | (0–1) Jegyzőkönyv Részletek | Szoboszlai 38' 50' (11-esből) |

| Bilino Polje Stadion, Zenica Nézőszám: 8329 Játékvezető: Anthony Taylor (angol) |

998. mérkőzés – 2024–2025-ös UEFA Nemzetek Ligája
| 2024. november 16., szombat 20:45 |

| Hollandia                                                                    | 4–0                         | Magyarország |
| ---------------------------------------------------------------------------- | --------------------------- | ------------ |
| Weghorst 21' (11-esből) Gakpo 45+12' (11-esből) Dumfries 64' Koopmeiners 86' | (2–0) Jegyzőkönyv Részletek |              |

| Johan Cruijff Arena, Amszterdam Nézőszám: 51 611 Játékvezető: Jesús Gil Manzano (spanyol) |

999. mérkőzés – 2024–2025-ös UEFA Nemzetek Ligája
| 2024. november 19., kedd 20:45 |

| Magyarország                | 1–1                         | Németország |
| --------------------------- | --------------------------- | ----------- |
| Szoboszlai 90+9' (11-esből) | (0–0) Jegyzőkönyv Részletek | Nmecha 76'  |

| Puskás Aréna, Budapest Nézőszám: 53 300 Játékvezető: Duje Strukan (horvát) |

| Előző év: 2023 | A magyar labdarúgó-válogatott mérkőzései 2024 | Következő év: 2025 |

## Statisztikák

### Gólok és figyelmeztetések
A magyar válogatott játékosainak góljai és figyelmeztetései a 2024-es évben.
Csak azokat a játékosokat tüntettük fel a táblázatban, akik legalább egy gólt szereztek, vagy figyelmeztetést kaptak.
Az UEFA Nemzetek Ligája sorozatban a 2. sárga lap automatikusan egy mérkőzéses eltiltást von maga után.
A játékosok vezetéknevének abc-sorrendjében.
| Mérkőzés     | Mérkőzés | Mérkőzés | Mérkőzés | Mérkőzés | Mérkőzés | HUN–TUR1–0 | HUN–KOS2–0 | IRL–HUN – | HUN–ISR – | HUN–SUI – | GER–HUN – | SCO–HUN – | GER–HUN – | HUN–BIH – | HUN–NED – | BIH–HUN – | NED–HUN – | HUN–GER – |
| Mérkőzés     | Mérkőzés | Mérkőzés | Mérkőzés | Mérkőzés | Mérkőzés | felk.      | felk.      | felk.     | felk.     | Eb        | Eb        | Eb        | NL        | NL        | NL        | NL        | NL        | NL        |
| Játékos      | Gól      |          |          |          | KM       | 03. 22.    | 03. 26.    | 06. 04.   | 06. 08.   | 06. 15.   | 06. 19.   | 06. 23.   | 09. 07.   | 09. 10.   | 10. 11.   | 10. 14.   | 11. 16.   | 11. 19.   |
| Kleinheisler | 0        | 1        | 0        | 0        | 0        | Sárga lap  |            |           |           |           |           |           |           |           |           |           |           |           |
| Nagy Zs.     | 1        | 1        | 0        | 0        | 0        | Sárga lap  | Gól        |           |           |           |           |           |           |           |           |           |           |           |
| Szoboszlai   | 2        | 0        | 0        | 0        | 0        | gól        | Gól        |           |           |           |           |           |           |           |           |           |           |           |
| Összesen     | 3        | 2        | 0        | 0        | 0        |            |            |           |           |           |           |           |           |           |           |           |           |           |

Jelmagyarázat:  = szerzett gól;  = büntetőből szerzett gól (11-es);  = ellenfél által szerzett magyar gól (öngól);  = sárga lapos figyelmeztetés;  = egy mérkőzésen 2 sárga lap utáni azonnali kiállítás;  = piros lapos figyelmeztetés, azonnali kiállítás; X = eltiltás; KM = eltiltás miatt kihagyott mérkőzések száma